# 吉原の万灯籠
吉原の万灯籠（よしわらのまんどろ）とは、京都府舞鶴市に伝わる伝説的な火祭りのひとつ。京都府登録無形民俗文化財に登録されている。

## 概要
約300年程前に、大くらげが大発生し、漁がまったく出来なくなったこと、また、同時期に海での事故死が多発したことから、くらげ退治と海難防止、併せて豊漁を祈願して始められたもの。
魚の型をした高さ約18mの竹でつくられた舟型の万灯籠に、愛宕山にある愛宕神社から運んできた神火を点火し、伊佐津川の中に立てて回転させ、海神様の怒りを静めたところから始まったとされる。

## 開催日
- 毎年8月16日、19時頃から

## 場所
- 伊佐津川河口、大和橋付近。

## アクセス
- 舞鶴若狭自動車道 舞鶴西ICから国道27号経由で約10分
- JR西日本 舞鶴線 西舞鶴駅から車で約5分
- 駐車場は無いので注意が必要。